# Rončić
Koordinati:   43°54′23″N, 15°16′26″E
Rončić je majhen nenaseljen otoček v Jadranskem morju. Pripada Hrvaški.
Rončič leži v Sitskem kanalu okoli 3 km JZ od otoka Sit. Njegova površina meri 0,016 km². Dolžina obalnega pasu je 0,52 km.